# Schenckendorff (Adelsgeschlecht)

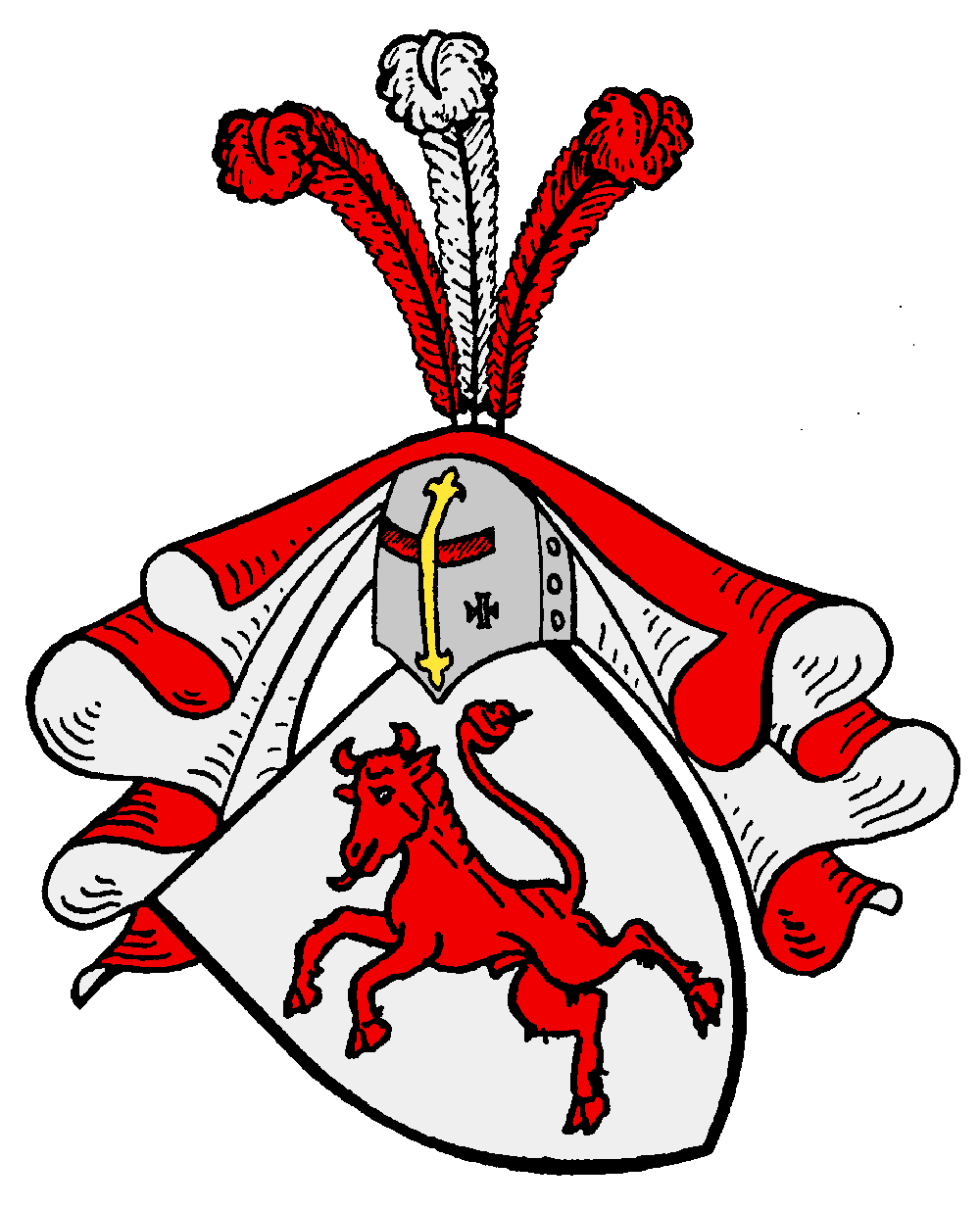
Wappen derer von Schenckendorff

Die Familie von Schenckendorff/Schenkendorf ist ein bis heute bestehendes preußisches Adelsgeschlecht.

## Herkunft und Geschichte
Die Familie von Schenckendorff (auch v. Schenkendorf oder v. Schenckendorf geschrieben) ist ein aus der Niederlausitz stammendes Adelsgeschlecht des brandenburgisch-preußischen Uradels. Es erscheint urkundlich zuerst 1313 mit den ,dominorum nobilium Othtonis et Henrici pincernarum' (= Schenken) de Schenkendorp. Seit dem Jahre 1315 war das Geschlecht im Besitz des Stammgutes Schenkendorf bei Guben. Die gesicherte Stammreihe beginnt mit Wolff von Schenckendorff 1571, Gutsherr auf Schmöllen bei Züllichau. Die Familie war ein typisches preußisches Landadelsgeschlecht, das der preußischen Krone zahlreiche Offiziere bis in die Generalsränge stellte, und unter anderem auch Dienste in Sachsen antrat. Die Familie erwarb dann kleinere Güter in Schönow bei Züllichau in der Neumark und später Wulkow in Nordbrandenburg, konnte aber beide letztgenannten Besitzungen nicht über einen längeren nennenswerten Zeitpunkt führen.

## Wappen
In Silber ein aufgerichteter roter Stier; auf dem Helm mit rot-silbernen Helmdecken drei (rot-silber-rot) Straußenfedern.

## Bekannte Namensträger
- Balthasar Rudolf von Schenckendorff (1699–1771), preußischer Generalleutnant
- Emil von Schenckendorff (1837–1915), preußischer Reformpädagoge, Politiker (NLP), MdPrA, Offizier
- Ernst von Schenckendorff (1914–1964), Offizier, dann am Emnid-Institut
- Friedrich August von Schenckendorff (1710–1780), preußischer Generalmajor
- Friedrich Wilhelm von Schenckendorff (1794–1861), preußischer Major, Rechtsritter des Johanniterordens, Landrat des Kreis Ruppin[7][8][9]
- Heinrich von Schenckendorff (1877–1941), deutscher Generalleutnant im Zweiten Weltkrieg
- Karl Asmus von Schenckendorf (1796–1875), preußischer Generalleutnant
- Leopold von Schenkendorff (Pseudonym Günther Ernst, Frank Hillmer, Peter Tamp; 1909–1988), Dichter, Komponist (u. a. NS-Lieder)
- Max von Schenkendorf (1783–1817), deutscher Dichter
- Max von Schenckendorff (1875–1943), deutscher General der Infanterie im Zweiten Weltkrieg